# Ylvis

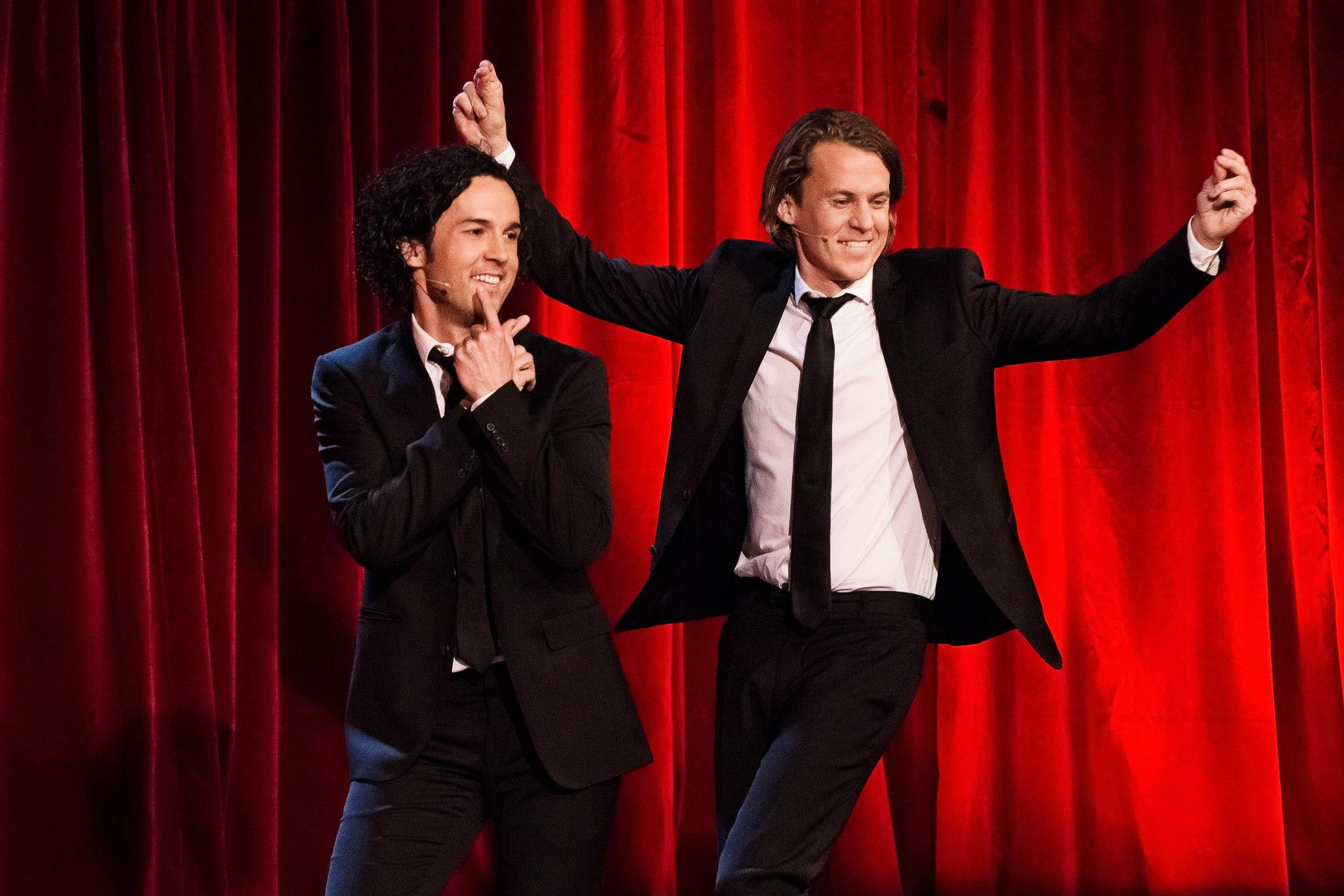
Vegard (esquerda) e Bård (direita)

Ylvis é um dupla de comediantes noruegueses formada pelos irmãos Vegard e Bård Ylvisåker. Eles estrearam como artistas de variedades  profissional em 2000 e, desde então, obtiveram sucessivamente uma série de programa de variedades, concertos de comédia, programas de televisão, programas de rádio e vídeos musicais. Atualmente eles apresentam o talk show local I kveld med Ylvis. em 2013. Postado em setembro de 2013, o vídeo da canção "The Fox (What Does the Fox Say?)", composta e filmada para o programa, tornou-se rapidamente no vídeo mais popular a nível mundial do ano no serviço YouTube. Em termos comerciais, o single alcançou a primeira colocação nas tabelas musicais de seu país de origem, e ocupou a vice-liderança na Finlândia e o terceiro lugar na Suécia. Conseguiu ainda classificar-se entre as dez mais vendidas da Austrália, Dinamarca, Estados Unidos e Nova Zelândia.

## Carreira

### Início da vida e estréia
Vegard Urheim Ylvisåker (nascido em 19 de maio de 1979 em Trondheim) e Bård Urheim Ylvisåker (nascido em 21 de Março de 1982, Bergen)  nasceram de pais oriundos do distrito de Sogn, da Noruega ocidental, os dois dos três irmãos mais velhos. Seus primeiros anos da infância foram passados em Angola e Moçambique, onde seu pai era um engenheiro durante as guerras civis lá. Depois de alguns anos na África, a família se mudou de volta para Bergen, onde os irmãos receberam uma educação musical e foram treinados em instrumentos clássicos. Vegard tocava viola e Bård o violino.  No entanto, ambos pararam durante sua juventude, Vegard se focou na guitarra, voz, piano, contrabaixo e comédia, e Bard na guitarra, voz, comédia e acrobacias, como tecido acrobático.
Enquanto frequentava o ensino médio em Fana Gymnas, eles foram fortemente envolvido na escola e programas de variedades, bem como o coral da escola. Durante uma apresentação, eles foram vistos pelo empresário Peter Brandt, que orquestrou a sua estreia como artistas profissionais a variedade Bull velho Teater em Bergen, em 2000. Seu show de estréia foi chamado Ylvis en kabaret (Ylvis: A Cabaret)  e foi seguido em 2003 por Ylvis en konsert (Ylvis: Um concerto).

### 2006–2009
Em 2006, os irmãos assinaram um contrato de gestão com a empresa de produção ao vivo Stageway. Eles também estraram como anfitriões na radiodifusão nacional com o programa de rádio O-fag (orienteringsfag, assunto teórico, em homenagem a um assunto anteriormente ensinado nas escolas primárias norueguesas, uma combinação de ciência e estudos sociais) sobre NRK Radio.
Em janeiro de 2007, eles apareceram no palco Ole Bull Theater com um novo show de variedades, Ylvis III. Eles fizeram uma turnê com o show por quase três anos, o último show que está sendo jogado em Odda no oeste da Noruega em dezembro de 2009. O show também foi gravado e publicado no DVD. Também em 2007, que estrearam como anfitriões na televisão nacional com o show Norges herligste (da Noruega Most Wonderful), uma versão do show sueco 100 höjdare. Este foi lançado em DVD, bem como a transmissão na TV sueca.
Em 2008 eles lançaram uma segunda série do programa de rádio O-fag e também um novo programa de TV baseado em seu show Ylvis Moter veggen.
Este foi seguido por um outro game show, Hvem kan Slå Ylvis. Em 2009, baseado na série alemã Schlag den Raab. Os membros do público foram convidados a tentar vencer os irmãos em várias tarefas, com uma recompensa de até um milhão de coroas norueguesas.

### 2009–atual
Em 2010, eles apresentaram "Nordens herligste", uma versão pan-nórdico do show. Em 2011 eles reprisaram seu show no palco de variedades com "Ylvis 4", que estréia no Ole Bull Theatrer com toda a execução vendido para fora antes de abrir a noite.  Naquele ano, os irmãos também lançaram um talkshow de comédia chamado  "I kveld med Ylvis"  na TVNORGE, com Calle Hellevang-Larsen.
Ao ser renovada para uma segunda temporada, os irmãos criaram uma empresa de produção, Concorde TV, a fim de manter os direitos e controle criativo do seu trabalho. A segunda série foi transmitida em 2012, com David Batra substituindo Hellevang-Larsen no papel de ajudante. No Outono de 2013, Hellevang-Larsen voltou para a terceira série de "I kveld med Ylvis". Apesar das dificuldades técnicas durante a transmissão, o primeiro episódio levou classificações de topo.
Uma série de comédia e paródias de vídeos de músicas, seja originalmente apresentado em "I Kveld Med Ylvis" ou usados para promover o show, foram liberados para o YouTube. "The Fox" e "Stonehenge" também foram lançadas como singles. "The Fox", produzido por Stargate e M4SONIC, que foi lançado em 3 de Setembro de 2013 para promover a terceira série de "I kveld med Ylvis", se tornou viral no YouTube e recebeu 40 milhões de visualizações em suas duas primeiras semanas. Ele foi o vídeo mais visto no YouTube em todo o mundo em 2013 , e a partir de 08 de maio de 2015, o vídeo teve mais de 512 milhões de visualizações.
Ylvis receberam ofertas adicionais para entrevistas, concertos e grandes contratos Gravadora de vários países desde o lançamento de "The Fox". A sua primeira apresentação no exterior foi no The Ellen DeGeneres Show nos EUA, onde eles apareceram em 20 de setembro de 2013.  Eles também fizeram uma aparição no festival de música iHeartRadio em Las Vegas no dia seguinte. Em 9 de outubro de 2013, Jimmy Fallon os levou para sua noite de show a fim de tocarem ao vivo.  Em 11 de outubro de 2013, eles se apresentaram no The Today Show fora dos estúdios. Em 15 de Novembro 2013, realizada na BBC Children In Need onde se juntaram no palco por Jedward, The Cheeky Girls e Bucks Fizz. Em 22 de novembro de 2013 Ylvis participaram do Mnet Asian Music Awards, pela primeira vez, e receberam o prêmio Internacional artista favorito.
Em 12 de Dezembro de 2013, apareceram no Live! with Kelly and Michael para promover seus novos livros infantis intitulados "What does the fox say?".
Em 15 de outubro de 2014 Ylvis lançaram no iTunes um single intitulado "I Will Never Be A Star", que foi gravado pelo irmão mais novo, Bjarte Ylvisåker.